# General der Nachrichtentruppe

Épaulette de General der Nachrichtentruppe

Le grade de General der Nachrichtentruppe ou de General der Luftnachrichtentruppe (respectivement en français : « général des troupes de transmissions » ou « général des troupes de transmissions aériennes ») est un grade d’officier général de la Heer, l'Armée de terre allemande, ou de la Luftwaffe, l'Armée de l’air allemande, qui est équivalent à celui de général de corps d'armée en France.

## Historique
Les grades de General der Nachrichtentruppe et General der Luftnachrichtentruppe (pour les transmissions aériennes), sont utilisés depuis 1935. Ils se situent entre le grade de Generalleutnant et celui de Generaloberst dans la Wehrmacht. Ils correspondent au grade de général de corps d'armée dans l'armée française contemporaine. En 1935, la Wehrmacht introduisit de nouveaux grades à côté des anciens: General der Nachschubtruppe (approvisionnement), General der Gebirgstruppen (troupes de montagne), General der Fallschirmtruppen (troupes parachutistes).

## Correspondance dans les autres armes (de la Heer ou de la Luftwaffe)

### Heer (armée de terre)
- General der Infanterie pour l'infanterie
- General der Kavallerie pour la cavalerie
- General der Artillerie pour l'artillerie
- General der Panzertruppe pour les troupes blindées (de) (1935-1945)
- General der Pioniere pour le génie (1938-1945)
- General der Gebirgstruppe pour les troupes de montagne (de) (1940-1945)
- General der Nachrichtentruppe pour les services des transmissions (1940-1945)

### Luftwaffe (armée de l'air)
- General der Fallschirmtruppe pour les unités parachutistes
- General der Jagdflieger pour la chasse aérienne ; dans ce cas, il ne s'agit pas d'un grade mais d'une fonction d'inspection (sans commandement)[a]
- General der Flieger pour les unités aériennes (sans précision)
- General der Flakartillerie pour la défense antiaérienne
- General der Luftnachrichtentruppe pour les transmissions dans l'armée de l'air
- General der Luftwaffe pour l'armée de l'air, de manière non précise

## Liste des officiers ayant porté ce grade
| Heer                                                           | Luftwaffe                                                                                                |
| -------------------------------------------------------------- | --- |
| - Erich Fellgiebel (1886-1944) - Albert Praun (en) (1894-1975) | - Friedrich Fahnert (en) (1879-1964) - Wolfgang Martini (en) (1881-1963) - Walter Surén (en) (1880-1976) |